# Onthophagus atrox
Onthophagus atrox là một loài bọ cánh cứng trong họ Bọ hung (Scarabaeidae).